# چارلز میسون ریمی
چارلز میسون ریمی (به انگلیسی: Charles Mason Remey) زادهٔ ۱۵ مه ۱۸۷۴ میلادی در بورلینگتون، آیووا، آمریکا است. وی توسط شوقی افندی در سال ۱۹۵۱ میلادی به سِمت ایادی امرالله و رئیس شورای بین‌المللی بهائی منصوب گردید. او چند سال بعد از درگذشت شوقی ربانی ادعا کرد که جانشین وی است. او پس از اصرار بر مدعای خود توسط سایر ایادیان امرالله که ادارهٔ جامعهٔ جهانی بهائی را تا زمان تشکیل بیت‌العدل اعظم بر عهده داشتند از جامعهٔ بهائی طرد شد. طبق استدلال ایادیان امرالله، شوقی افندی وصیت‌نامه‌ای نداشت که او را به جانشینی تعیین کرده باشد؛ ریمی خود در سال ۱۹۵۷ به همراه سایر ایادیان امرالله بیانیه‌ای رسمی به امضا رسانده بود که شوقی افندی جانشینی برای خود تعیین نکرده‌است. علاوه بر این طبق وصیت‌نامهٔ عبدالبهاء جانشین شوقی افندی باید از «اغضان» (اخلاف مذکر بهاءالله) باشد و به تأیید ایادیان امرالله برسد. ریمی حائز هیچ‌کدام از این شرایط نبود و همان‌طور که خود بعدها اظهار کرد تقریباً تمام جامعهٔ بهائی با ادعای او مخالفت کردند. تنها عده‌ای معدود از او پیروی کردند که بعدها به خرده‌گروه‌های متخاصم تجزیه شدند. ریمی در ۴ فوریهٔ ۱۹۷۴ میلادی در سن ۱۰۰ سالگی از دنیا رفت. ریمی در سمت معمار نیز به جامعهٔ بهایی خدماتی ارائه داده‌است. وی مشرق‌الاذکار اوگاندا، ایران و استرالیا را طراحی نموده‌است. همچنین شوقی افندی طرح وی برای مشرق‌الاذکار حیفا را پذیرفت اما آن طرح هیچ‌گاه ساخته نشد.

## زندگی‌نامه
چارلز میسون ریمی زادهٔ ۱۵ مه ۱۸۷۴ میلادی در برلینگتون، ایووا، آمریکا است. ریمی پسر جورج کالیر (به انگلیسی: Rear Admiral George Collier) و مری جوزفین میسون ریمی (به انگلیسی: Mary Josephine Mason Remey) است. مادر وی، دختر چارلز میسون (به انگلیسی: Charles Mason)، رئیس دیوان عالی قضایی آیووای پیشین بود. پدر و مادر ریمی وی را در کلیسای اپیکوپال بزرگ کردند. ریمی در دانشگاه کرنل از سال ۱۸۹۳ میلادی تا ۱۸۹۶ میلادی به تحصیل معماری مشغول بود. وی تحصیلاتش در این رشته را در دانشگاه هنر کول (به فرانسوی: cole des Arts) در پاریس، فرانسه از سال ۱۸۹۶ میلادی تا ۱۹۰۳ میلادی ادامه داد. در این زمان ریمی توسط می الیس بالز (به انگلیسی: May Ellis Bowles) با آئین بهائی آشنا شد. خانم بالز بعدها اسمش را به ساترلند ماکسول تغییر داد. او مادر روحیه ماکسول همسر شوقی افندی بود. ریمی به‌طور رسمی در سال ۱۸۹۹ میلادی به جامعهٔ بهائی پیوست. در دههٔ چهارم قرن بیستم میلادی، ریمی در واشینگتن، دی.سی. زندگی می‌کرد و بیشتر وقت خود را صرف تألیفاتش می‌نمود. از دوران جوانی و در بیشتر طول عمر، ریمی به ضبط و ثبت وقایع اطراف خود و زندگی شخصی اش پرداخت. او زندگی‌نامهٔ مادرش مری جوزفین میسون ریمی (به انگلیسی: Mary Josephine Mason Remey) (۱۸۴۵–۱۹۳۸)، پدرش جورج کولیر ریمی (به انگلیسی: George Collier Remey) (۱۸۴۸–۱۹۲۸) و پدربزرگش چارلز میسون (به انگلیسی: Charles Mason) (۱۸۰۴–۱۸۸۲) را به صورت زندگی‌نامه‌های جداگانه‌ای جمع‌آوری کرد. زندگی‌نامه‌ها و خاطرات تألیف ریمی به بیش از صد جلد می‌رسد که همه شامل مسائل شخصی و پژوهش‌های او دربارهٔ آئین بهائی است. ریمی در ۱۹۳۲ میلادی با شخصی به نام گرترود میسون (به انگلیسی: Gertrude Heim Klemm Mason) (۱۸۸۷–۱۹۳۳) ازدواج کرد. اما همسر او در سال ۱۹۳۳ میلادی خودکشی کرد.
او جزوه‌ها، کتاب‌ها و تألیفات زیادی راجع به آئین بهائی به رشتهٔ تحریر درآورد، از جمله اثری راجع به عهد و میثاق، مجموعه‌ای ۱۱۹ جلدی تحت عنوان «خاطره‌ها و نامه‌ها» (به انگلیسی: Reminiscences and Letters) و مجموعه‌ای ۵۶ جلدی از آرشیو شخصی تحت عنوان «خاطرات روزانه، نامه‌ها و سایر اسناد» (به انگلیسی Reminiscences, Diary, Letters and Other Documents). ویلیام کالینیز تعداد تألیفات ریمی در مورد آئین بهائی را ۵۵ اثر جداگانه می‌داند. چارلز میسون ریمی در سال ۱۹۷۴ میلادی در سن ۱۰۰ سالگی در فلورانس ایتالیا از دنیا رفت.

## جایگاه میسون ریمی به عنوان یک بهائی
با توجه به پیشینهٔ کاری وی در معماری، ریمی به دستور عبدالبهاء طرحی برای ساخت یک معبد واقع در کوه کرمل در حیفا تهیه نمود که شوقی افندی آن را پذیرفت. همچنین شوقی از ریمی خواست که مشرق‌الاذکار اوگاندا واقع در آفریقا، سیدنی استرالیا و تهران را طراحی کند. همچنین او طرحی برای ساختن مشرق‌الاذکار آمریکا در شیکاگو ارائه داد. در کنوانسیون سالانهٔ بهائیان آمریکا طرح او بعد از طرح لوئیز بورژوآ بیشترین رأی را نصیب خود کرد. ریمی برای نشان دادن همبستگی بهائیان و خشنودی عبدالبهاء از آن پیشنهاد داد تمامی رأی‌ها به بورژوآ داده شود، پیشنهادی که با استقبال شرکت‌کنندگان روبرو شد. بعدها عبدالبهاء طی نامه‌ای به این موضع اشاره کرد و کار ریمی را ستود. ریمی مسافرت‌های بسیاری برای تبلیغ آئین بهائی در دوران زندگی عبدالبهاء انجام داد. به گفتهٔ شوقی، ریمی و همراه او فردی به نام هوارد ستروون، اولین بهائیانی بودند که به منظور تبلیغ آئین بهائی به سفر دور دنیا رفتند. ریمی آثار نوشتاری زیادی را (به غیر از زندگی‌نامه‌ها) به چاپ رساند که قسمتی از آن‌ها در زمان زندگانی عبدالبهاء تألیف گشته‌است. عبدالبهاء در برخی از الواح خود که در سال‌های ۱۹۱۳ میلادی و ۱۹۲۲ میلادی نوشته‌است از وی به انحاء مختلف قدردانی کرده و خدمات وی به آئین بهائی را ستوده و او را مورد تشویق قرار داده‌است. عبدالبهاء به یکی از پیروانش به نام جولیت تامپسون (به انگلیسی: Juliet Thompson) پیشنهاد داده بود که با ریمی ازدواج کند، پیشنهادی که هیچ‌گاه عملی نشد. جولیت تامپسون در خاطرات خود از تمجید عبدالبهاء از ریمی می‌نویسد. او همچنین در این خاطرات می‌نویسد که عبدالبهاء از ریمی به عنوان «پسر من» یادکرده است.
شوقی افندی نیز به ایمان ریمی و خلوص در اعتقاد و خدمات وی اذعان داشت و در نامه‌ای که در هشتمین سفر ریمی به حیفا به وی می‌دهد این موضوع را بیان نموده‌است. طبق دستور شوقی، ریمی در سال ۱۹۵۰ میلادی از واشینگتن (محل سکونتش در سال‌های ۱۹۳۰ میلادی تا ۱۹۵۰ میلادی) به حیفا نقل مکان می‌کند. شوقی در سال ۱۹۵۱ میلادی طبق بیانیه‌ای تشکیل اولین مؤسسهٔ بین‌المللی را تحت عنوان شورای بین‌المللی بهایی اعلان می‌کند، مؤسسه‌ای که به گفتهٔ شوقی افندی طلایهٔ تشکیل بیت‌العدل اعظم بود.  طبق دستور شوقی، میسون ریمی به عنوان رئیس شورای بین‌المللی بهایی انتخاب می‌شود. در اواخر سال ۱۹۵۱ میلادی ریمی به عنوان ایادی امرالله توسط شوقی برگزیده می‌شود. ریمی از جمله ایادیانی بود که در زمان درگذشت شوقی در سال ۱۹۵۷ میلادی در حیفا حضور داشت. شوقی در آن زمان در انگلستان به سر می‌برد.

## پس از درگذشت شوقی
بهاءالله، بنیان‌گذار آئین بهائی، در کتاب اقدس تأسیس بیت‌العدل اعظم را وضع کرده‌است. در این کتاب و سایر آثار بهاءالله توضیحات بسیاری دربارهٔ بیت‌العدل اعظم داده شده‌است. بهاءالله به بیت‌العدل اعظم مرجعیت و اقتدار داد تا در تمامی مواردی که به صراحت در آثار بهائی تعیین نشده تشریع (قانون‌گذاری) کند. عبدالبهاء، پسر ارشد و جانشین بهاءالله، در وصیت‌نامهٔ خود با نام الواح وصایا بر اختیارات و مرجعیت بیت‌العدل اعظم تأکید نمود و توضیحات بیشتری در ارتباط با تأسیس و عملکرد این جمع و نحوهٔ انتخاب آن ارائه داد.
شوقی افندی، جانشین عبدالبهاء، تأسیس بیت‌العدل اعظم را در صدر کارهای خود قرار داد و در دورانی که مسئولیت ادارهٔ جامعهٔ بهائی را به عهده داشت به تقویت و گسترش نظام اداری بهائی پرداخت تا آمادگی لازم برای انتخابات و تشکیل بیت‌العدل اعظم در جامعه ایجاد شود. شوقی افندی در سال ۱۹۵۱ افرادی را به عضویت در جمعی به نام شورای بین‌المللی بهائی انتصاب کرد. به گفتهٔ او تشکیل این شورا طلایهٔ تشکیل بیت‌العدل اعظم بود.
شوقی افندی در سال ۱۹۵۷ درگذشت. او فرزندی نداشت و وصیت‌نامه‌ای از خود برجای نگذاشته بود که در آن فردی را به عنوان جانشین معرفی کرده باشد. پس از درگذشت شوقی افندی، گروهی از بهائیان برجسته که از طرف شوقی افندی با عنوان ایادیان امرالله تعیین شده بودند و در آخرین نامهٔ عمومی شوقی افندی وظیفهٔ حراست از امر بهائی به آن‌ها سپرده شده بود در مورد این‌که آیا آن‌ها بنا بر قوانین آئین بهائی می‌توانند جانشینی برای شوقی افندی پیدا کنند به بحث و مشورت پرداختند. در تاریخ ۲۵ نوامبر ۱۹۵۷ ایادیان امرالله در بیانیه‌ای که به امضای تمامی ۲۷ نفر آن‌ها، ازجمله ریمی، رسید اعلام کردند که شوقی افندی وصیت‌نامه‌ای از خود به‌جا نگذاشته و جانشینی برای خود تعیین نکرده‌است، طبق الواح وصایای عبدالبهاء او می‌بایست جانشین خود را از میان اغضان (اخلاف مذکر بهاءالله)  انتخاب کند که همه یا از دنیا رفته بودند یا توسط او از جامعهٔ بهائی طرد شده بودند، و هم‌اکنون بر عهدهٔ هیئت ایادی است که اتحاد جامعهٔ بهائی را حفظ کرده و صیانت و پیشرفت آئین بهائی، مؤسسات و نهادهای آن را تضمین نمایند. برای این منظور هیئت ایادی، ۹ نفر از میان خودشان انتخاب کردند که به‌طور موقت و تا برگزاری انتخابات و تشکیل بیت‌العدل اعظم، وظیفهٔ اداره جامعه بهائی را بر اساس هدایت‌های شوقی افندی بر عهده خواهند گرفت (این گروه با نام ایادیان امرالله، مقیم مرکز جهانی بهائی (حیفا-اسرائیل) شناخته می‌شوند). تصمیم ایادیان امرالله با حمایت و استقبال بهائیان سراسر جهان مواجه شد و آن‌ها از ۱۹۵۷-تا ۱۹۶۳ ادارهٔ جامعهٔ بهائی را در دست داشتند. پیش‌بینی این دورهٔ ۶ ساله و مدیریت جامعهٔ بهائی توسط ایادیان امرالله در کتاب اقدس آمده‌است. ایادیان امرالله در مدت شش سالی که مدیریت جامعهٔ بهائی را برعهده داشتند ترتیبات برگزاری انتخابات بیت‌العدل اعظم را فراهم کردند، از جمله در نوامبر ۱۹۵۹ اعلام کردند که در سال ۱۹۶۱ شورای بین‌المللی بهائی از یک هیئت انتصابی به یک هیئت انتخابی تغییر خواهد یافت و اعضای آن توسط محفل‌های ملی و منطقه‌ای موجود در جهان انتخاب خواهند شد. در نهایت در ۱ آوریل ۱۹۶۳ نخستین انتخابات بیت‌العدل اعظم بر اساس اصول و شیوه‌ای که شوقی افندی و عبدالبهاء توصیف و تشریح کرده بودند برگزار شد و با رأی اعضای ۵۶ محفل روحانی ملی که در آن زمان در دنیا وجود داشتند اولین بیت‌العدل اعظم تشکیل شد. ایادیان امرالله عضویت خود را هم در شورای بین‌المللی بهائی و هم در بیت‌العدل ممنوع اعلان کردند. در نهایت اعضای ۹ نفرهٔ ایادی امرالله مقیم مرکز جهانی بهائی که به عنوان مرجع موقت آئین بهائی فعالیت می‌کردند پس از پایان نقشهٔ ۱۰ سالهٔ شوقی افندی و تشکیل بیت‌العدل اعظم در سال ۱۹۶۳، دفتر خود را بستند. از آن زمان تاکنون بیت‌العدل اعظم در مقام هیئت حاکمهٔ جهانی دیانت بهائی به فعالیت مشغول است. پس از درگذشت شوقی افندی، تصمیم ایادیان امرالله مبنی بر در دست گرفتن امور به‌طور موقت تا برگزاری انتخابات بیت‌العدل اعظم، به‌طور کلی با حمایت مشتاقانهٔ جامعهٔ بهائی سراسر جهان پذیرفته شد. بهاءالله در کتاب اقدس به قطع سلسلهٔ جانشینانش و ادارهٔ موقت امور توسط ایادیان امرالله تا زمان تأسیس بیت‌العدل اعظم اشاره کرده‌است.

## مخالفت ریمی با بیت‌العدل
در سال ۱۹۵۹ ریمی که در زمان تشکیل شورای بین‌المللی بهائی به عنوان رئیس آن جمع تعیین شده بود ادعا کرد که وی به همین دلیل باید پس از شوقی افندی به عنوان ولی دوم امرالله در نظر گرفته شود و ریاست ادارهٔ امور بهائیان در تمام دنیا بر عهدهٔ اوست. ریمی در زمان اعلام جانشینی ۸۵ سال سن داشت. او همچنین خواست این بیانیهٔ او در کنگرهٔ سالانهٔ آئین بهائی در ویلمت اعلام شود. ریمی اعلام کرد که ایادیان امرالله مستقلاً هیچ‌گونه قدرتی از خود نداشته و تنها در سایهٔ ولی امرالله می‌توانند به وظایف خود عمل کنند. او همچنین دستور داد اقدامات در مورد تشکیل بیت‌العدل برای همیشه متوقف شود. استدلال او با مخالفت سایر ایادیان امرالله مواجه شد زیرا هیچ وصیت‌نامه یا یادداشتی مبنی بر این‌که شوقی افندی ریمی را به‌عنوان جانشین خود انتخاب کرده باشد وجود نداشت. ریمی خود در سال ۱۹۵۷ به همراه سایر ایادیان امرالله بیانیه‌ای رسمی به امضا رسانده بود که شوقی افندی جانشینی برای خود تعیین نکرده‌است. علاوه بر این در الواح وصایای عبدالبهاء ذکر شده که ولی امر باید از نسل بهاءالله باشد و ریمی حائز این شرط نیز نبود. طرفداران ریمی مدعی شدند عبدالبهاء در نامه‌های خود ریمی را با عنوان «پسر من» خطاب کرده‌است. اما این مطلب توسط ایادیان امرالله و عموم بهائیان مورد قبول قرار نگرفت. نهایتاً طبق الواح وصایای عبدالبهاء، میسون ریمی برای احراز مقام جانشینی نیاز به تصویب نُه ایادی امرالله مقیم در مرکز جهانی بهائی داشت. با ادامهٔ اصرار ریمی بر ادعای خود و بعد از شکست تلاش‌های بسیار برای قانع کردن وی، در سال ۱۹۶۰ هیئت ایادی امرالله مقیم مرکز جهانی به اتفاق آراء او را به عنوان ناقض عهد و میثاق معرفی کرده و از جامعهٔ بهائی طرد کردند. این هیئت مبنای این تصمیم را الواح وصایای عبدالبهاء و مصوبات مورخ ۲۵ نوامبر ۱۹۵۷ قرار داد که به اتفاق آراء تصویب شده بود و به این شورا اجازهٔ طرد شکنندگان عهد و میثاق را می‌داد.
ریمی تنها موفق به جلب تعداد کمی طرفدار برای خود شد و همان‌طور که خود بعدها اظهار کرد تقریباً تمام جامعهٔ بهائی با ادعای او مخالفت کردند. برگزاری انتخابات و تشکیل بیت‌العدل اعظم در سال ۱۹۶۳ با شادی و شعف بهائیان همراه بود و ریمی و طرفدارانش به سرعت اهمیت خود را برای بیشتر بهائیان از دست دادند و به گروه‌های متخاصم کوچک‌تری تجزیه شدند. یک گروه با پیروی از دونالد هاروی که توسط ریمی منصوب شده بود ایجاد شد. بعد از مرگ هاروی در سال ۱۹۹۱ رهبری این گروه به ژاک سوقومونیان ساکن مارسی فرانسه رسید. در آمریکا انجمن ریمی که توسط فرانسیس اسپاتارو ایجاد شده بود از هاروی حمایت می‌کرد. گروه دیگری توسط جوئل مارانگلا ایجاد شد؛ او ادعا می‌کرد که ریمی در ابتدا او را جانشین خود کرده بود ولی بعدها به‌خاطر کهولت سن و زوال عقل نظرش را عوض کرد و به جای او هاروی را به جانشینی خود منصوب نمود. این گروه خود را بهائیان ارتدکس می‌نامیدند، در رازولِ نیومکزیکو ساکن بودند و تعدادشان کمتر از صد نفر بود. این گروه شکایتی علیه محفل ملی آمریکا تنظیم کرد و مدعی شد که مشرق‌الاذکار آمریکا متعلق به آن‌هاست و آن‌ها هستند که جامعهٔ بهائی آمریکا را نمایندگی می‌کنند. دادگاه علیه آن‌ها رأی داد و همچنین استفاده از نام بهائی را برای آن‌ها منع کرد، البته منع استفاده از نام بهائی بعدها توسط یک دادگاه دیگر نقض شد. گروه دیگری تمام مدعیان جانشینی شوقی افندی را مردود دانسته و اعلام کرد که رکس کینگ نائب ولی امرالله دوم است که به زودی ظاهر خواهد شد. بعد از مرگ کینگ در سال ۱۹۷۷ خانوادهٔ او شورای نیابتی تشکیل دادند و خود را بهائیان تحت اشراف میثاق نامیدند. للند جنسن گروه دیگری تشکیل داد. وی چندین ادعای مذهبی از جمله این‌که خود او بازگشت مسیح است مطرح کرد و خود را رئیس یک فرقهٔ آخرالزمانی در میزولا مونتانا نامید، او با طرح این ادعا که دنیا در سال ۱۹۸۰ به پایان می‌رسد مورد توجه رسانه‌ها قرار گرفت. خود ریمی هم عمیقاً به این باور که فاجعه‌ای عظیم در پایان قرن رخ خواهد داد رسیده بود. ریمی در ایتالیا با مرد جوانی به نام جوزف پپه آشنا شد. پپه بعدها منشی و مصاحب ریمی گشت و ریمی او را به فرزندی گرفت و وارث قانونی خود کرد. جوزف بهائی نبود و وابستگی‌ای به گروه‌های طرفدار ریمی نداشت.